# Бахмутский соляной синдикат
Ба́хмутский соляно́й синдика́т — одно из монополистических объединений добывающей промышленности Российской империи начала XX века с центром в городе Бахмут.

## Общие сведения
Синдикат возник в 1904 году на базе Торских соляных месторождений Екатеринославской губернии. Целью создания стала координация производства соли и её сбыта в объёме порядка 40 % существовавшего рынка.
Синдикату удалось наладить поставки соли многим предприятиям пищевой промышленности Екатеринославской, Полтавской и Киевской губерний. Он успешно конкурировал с другим подобным соляным синдикатом — «Товариществом солепромышленников Евпаторийско-Одесского района».

## Управление и структура синдиката
Управлением синдикатом занимался Совет представителей, в компетенцию которого входили вопросы, связанные с нормированием производств, установкой квот заказов и ценовой политикой. Кроме того, Совет решал организационные задачи. Его усилиями заводы были объединены в одну организацию — Акционерное общество «Бахмутская соль», которое стало центральным предприятием синдиката.
Кроме Бахмутских и Торских соляных заводов в структуру синдиката входили занимавшиеся сбытом филиалы в Варшаве, Харькове, Евпатории, Феодосии.

## Завершение деятельности
Синдикат прекратил своё существование из-за внутренних противоречий в 1909 году.